# Lill-Gubbsjön
Lill-Gubbsjön är en sjö i Dorotea kommun i Lappland och ingår i Ångermanälvens huvudavrinningsområde. Sjön har en area på 0,0995 kvadratkilometer och ligger 481,1 meter över havet. Lill-Gubbsjön ligger i Rödingsjö Natura 2000-område. Sjön avvattnas av vattendraget Näsån (Långselån).

## Delavrinningsområde
Lill-Gubbsjön ingår i det delavrinningsområde (718849-147257) som SMHI kallar för Utloppet av Lill-Gubbsjön. Medelhöjden är 483 meter över havet och ytan är 0,25 kvadratkilometer. Räknas de 22 avrinningsområdena uppströms in blir den ackumulerade arean 171,53 kvadratkilometer. Näsån (Långselån) som avvattnar avrinningsområdet har biflödesordning 3, vilket innebär att vattnet flödar genom totalt 3 vattendrag innan det når havet efter 301 kilometer. Avrinningsområdet består mestadels av skog (61 procent). Avrinningsområdet har 0,1 kvadratkilometer vattenytor vilket ger det en sjöprocent på 38,3 procent.